# Borisovo, Iambol
Borisovo (în bulgară Борисово) este un sat în comuna Elhovo, regiunea Iambol,  Bulgaria. 

## Demografie
Componența etnică a satului Borisovo
     Bulgari (96,47%)
     Nicio identificare (3,52%)
     Altele (0%)
La recensământul din 2011, populația satului Borisovo era de 85 locuitori. Din punct de vedere etnic, majoritatea locuitorilor (96,47%) erau bulgari. Pentru 3,52% din locuitori nu este cunoscută apartenența etnică.